# Steinplatte
Steinplatte är ett berg i Österrike.   Det ligger i distriktet Kitzbühel och förbundslandet Tyrolen, i den centrala delen av landet, 290 km väster om huvudstaden Wien. Toppen på Steinplatte är 1 869 meter över havet.
Terrängen runt Steinplatte är bergig åt sydost, men åt nordväst är den kuperad. Runt Steinplatte är det ganska glesbefolkat, med 43 invånare per kvadratkilometer.. Närmaste större samhälle är Fieberbrunn, 13,2 km söder om Steinplatte. 
I omgivningarna runt Steinplatte växer i huvudsak blandskog.